# La diesis minore

Alterazioni (da sinistra a destra):
fa♯, do♯, sol♯, re♯, la♯, mi♯, si♯

La tonalità di La diesis minore (A-sharp minor, as-Moll) è incentrata sulla nota tonica La diesis e presenta 7 diesis nell'armatura di chiave e per questo è rara.
La sua scala naturale è  La♯, Si♯, Do♯, Re♯, Mi♯, Fa♯, Sol♯, La♯.
Apprezzata da Christian Heinrich Rinck, viene sostituita quasi sempre con la tonalità di Si bemolle minore, acusticamente equivalente. Dato che le due tonalità si distinguono principalmente per il modo in cui sono rappresentate sulla carta, si parla di enarmonia.